# Сант'Андреа ди Роверето (Ђенова)
Сант'Андреа ди Роверето је насеље у Италији у округу Ђенова, региону Лигурија.
Према процени из 2011. у насељу је живело 495 становника. Насеље се налази на надморској висини од 256 м.